# 佘致迪
佘致迪（1942年—2019年9月9日），湖南邵东人，中华人民共和国诗人、词作家，一级编剧，曾任中国音乐文学学会常务理事、湖南省曲艺家协会副主席。

## 代表作
- 《辣妹子》，由徐沛东作曲，宋祖英演唱
- 《党啊，亲爱的妈妈》，由龚爱书、佘致迪作词，马殿银、周右作曲，被中宣部、中央文明办等10部委推荐为100首爱国歌曲